# Каражаевы
Каража́евы или Караджа́евы (осет. Хъарадзаутæ) — дигорская аристократическая фамилия в Осетии, титулованная от предка Бадилата.

## Антропонимика
Из тюркского хъара ‘черный’ + аффикс -ча; — букв. ‘черноватый’ (ср. тюрк. диал. хъарача ‘злой дух’).

## История
Будучи одной из могущественных фамилий Западной Осетии, Каражаевы первыми обзавелись землей на равнине. В XVIII в. известно несколько равнинных поселений баделятов. Так на карте Кабарды 1774 г. составленной геодезистом С. Чичаговым, отмечено село «Караджау, а живут в нем караджаевцы христианскому закону». Этот аул в 1781 г. отметил А. М. Штедер
Каражаевы в числе других феодалов Северного Кавказа входили в одну из многочисленных группировок, объединяющих знати различных народов. В декабре 1766 г. майор Татаров доносил полковнику Копыловскому:

Состоялось собрание как Большой Кабарды, так и Малой владельцами и узденями и прочими горскими народами, яко то Карачай, Чегем, Балкар, Дугор, Каражау, Кубатием, находятся на общем собрании и согласии…

Показательно, что «владельцами и узденями» представлены Большая и Малая Кабарда, «Карачай, Чегем, Балкар, Дугор». Западные осетины в этом блоке представлены под этнонимом «Дугор». Но помимо них названы по фамилиям двух дигорских баделят (феодалов) — Караджаевы и Кубатиевы.

## Генеалогия
Каражаевы заняли достойное место в ряду привилегированных родов Дигорского общества Северной Осетии. Сведения о представителях фамилии встречаются в документах российского государства с середины XVIII в. В числе фамилий, с которыми породнились Каражаевы, значатся дигорские баделята Абисаловы, Кабановы, Кубатиевы, Тугановы и Чегемовы, дигорские царгасата Карабугаевы, Кантемировы, Комеховы и Таймазовы, тагаурские алдары Дударовы, Жантиевы, Тулатовы и Шанаевы, алагирские уазданы Карсановы, куртатинские таубии Есиевы, балкарские таубии Абаевы и Келеметовы, кабардинские тлекотлешы Анзоровы, и др.
| Компания | Антропоним | Гаплогруппы    |
| -------- | ---------- | -------------- |
| FTDNA    | Karazhaev  | Q1a1b1a (L715) |

Современная наука вносит свои коррективы в исследование происхождения того или иного рода. Согласно проведенному в Осетии и Балкарии ДНК-тестированию, гемо-код Каражаевых полностью совпадает с гемо-кодом некоторых балкарских княжеских родов Чегемского общества, что предполагает их родственную связь. Это говорит о том, что предок Каражаевых мог прибыть в Осетию с Запада, из Балкарии.

## Известные представители
- Дзастемур Мухаевич Каражаев (род. 1918) — первый секретарь Ирафского райкома КПСС 1976-1981.
- Шамиль Борисович Каражаев (род. 1974) — российский армреслер, шестикратный чемпион мира правой и левой руками, многократный чемпион Европы и России. Заслуженный мастер спорта по армреслингу (1998)[5].
- Юрий Деулетович Каражаев (1941–2008) — доктор филологических наук, профессор кафедры осетинского и общего языкознания СОГУ.

Военные
- Ислам Мисирбиевич Каражаев (род. 1808) — подполковник русской императорской армии.
- Калицук Исламович Каражаев (род. 1836) — штабс-ротмистр Русской императорской армии.
- Мисост Давлетукович Каражаев (род. 1829) — хорунжий Горско-Казачьего полка.